# Gazette de Leopol
Gazette de Leopol (укр. «Львівська газета») — газета, що виходила у Львові французькою мовою впродовж 1776 року. Перше відоме періодичне видання на території України. 
Газета була тижневиком, і хоча виходила не завжди регулярно, за рік з'явилося 52 числа. Зберігся лише перший річник газети, з чого припускають, що вона виходила не більше року. Нині фотокопії примірників газети зберігають у Відділі рукописних, стародрукованих та рідкісних книг Наукової бібліотеки Львівського національного університету ім. І. Франка.

## Історія
Перше число вийшло у світ 15 січня 1776 року, а останнє — 19 грудня того ж року. Відомий польський бібліограф Кароль Естрайхер у своїй фундаментальній бібліографії вказує на те, що газета виходила лише один рік. Проте дослідник польської літератури Владислав Завадський, а за ним і деякі інші історики-сучасники стверджували, що видання тривало 11 років, що, вочевидь, не відповідає дійсності. Газету видавали в друкарні Антона Піллера. Про її видавця і власника відомо мало, його прізвище було шевальє Оссуді, ймовірно, він походив із львівського шляхетського гуртка, який ще 1774 року звертався до центрального австрійського уряду за дозволом видавати газету. Симон Наріжний відзначає, що ця газета «була подібна до старіших від неї «Gazette de Varsovie» (з 1758) і «Gazette de Vienne» (з 1759)».

## Формат
Газета мала формат 18×23 см та обсяг 4 сторінки. До окремих чисел (усього таких було 15) випускали додатки по 2–4 сторінки стандартного формату газети. Вони були двох типів: Supplements (Додатки) i Les annonces (Оголошення); у додатках першого типу містилися повідомлення й новини, такі ж, як і в основній частині газети, другий тип додатків містив різного роду рекламні оголошення. Зберігся один цілий додаток італійською мовою (економічного змісту). 
У заголовку газети було зображено герб Австрії (двоголовий орел) з квітами обабіч. Гаслом газети було латинське Sub umbra alarum tuarum (У затінку твоїх крил), яке, написане на стрічці, утримував орел у своїх кігтях. 
Газета мала своє рекламне бюро, розміщене в центрі міста на площі навпроти митної контори. Його діяльність була істотною складовою діяльності видання: майже в кожному числі друкувалося багато приватних оголошень.

## Завдання
Перше число починалося відразу інформаційним повідомленням і не містило програми видання чи звернення до читачів. Але в додатку до першого числа газети, що мав назву Les Annonces publiques de la Ville de Leopol et de ses environs (Прилюдні оголошення з міста Львова та його околиць), на самому початку було надруковано виклад завдань видання та запрошення до співпраці в ньому зацікавлених осіб. Зокрема було запропоновано подавати інформацію та оголошення, які можуть бути цікавими або корисними іншим громадянам (нові винаходи, продаж/купівля майна, пошук роботи, оголошення про заплановані події). У зверненні до вельмож містилася пропозиція інформувати публіку через газету про всі незвичайні події, що відбуваються в їхніх родинах.

## Зміст
«Gazette de Leopol» головно інформувала своїх читачів про політичні новини в країнах Європи. Повідомлення з приватного життя траплялися рідко. Число повідомлень у кожному номері газети залежно від обсягу новин могло коливатися від двох до десяти. Своїм обсягом вони відповідають телеграмам і хронікерським новинам у теперішніх газетах. Географія повідомлень охоплювала весь тодішній культурний світ. Найімовірніше джерело походження повідомлень — передруки з тогочасних французьких або переклади з німецьких газет.
Повідомлень зі Львова налічується 12. Зокрема це опис Львівських контрактів (ярмарку) того часу (число 5), описи різноманітних святкових подій, як, наприклад, іменин цісаря Йосифа II (число 13 від 28 березня) чи коронації образу Матері Божої у львівській катедрі (додаток до числа 20 від 16 травня). 
Були також повідомлення, що стосувалися життя Великої України (всього три). Перше з них з Москви інформувало про призначення графа Румянцева генерал-губернатором України (число 2 від 12 січня). Друге — про перенесення ним своєї резиденції з Глухова до Києва (число 4 від 24 січня). Трете подавало розгорнутий нарис про плавання на Чорному морі й освоювання його узбережжя Росією для торгівлі (число 40 від 3 жовтня).
Бібліографічний відділ складався з оповісток друкаря А. Піллера про книжки, які надходили у продаж до його книгарні. Покупцям пропонували видання найрізноманітнішого змісту переважно французькою, а також латинською, німецькою та польською мовами.